# Cassagnas
Cassagnas är en kommun i departementet Lozère i regionen Occitanien i södra Frankrike. Kommunen ligger i kantonen Barre-des-Cévennes som tillhör arrondissementet Florac. År 2022 hade Cassagnas 125 invånare.

## Befolkningsutveckling
Antalet invånare i kommunen Cassagnas
| Referens: INSEE |